# Ptychomnion subaciculare
Ptychomnion subaciculare là một loài rêu trong họ Ptychomniaceae. Loài này được Besch. mô tả khoa học đầu tiên năm 1885.